# Indiana Film Journalists Association Awards 2016
8. ročník předávání cen asociace Indiana Film Journalists Association se konal dne 19. prosince 2016.

## Vítězové a nominovaní

### Nejlepší film
1. Moonlight
2. Za každou cenu

- American Honey
- La La Land
- Místo u moře
- Příchozí
- Sing Street
- Humr
- Deadpool
- Everybody Wants Some!!

### Nejlepší režisér
1. Damien Chazelle – La La Land
2. Kenneth Lonegran – Místo u moře

### Nejlepší adaptovaný scénář
1. Barry Jenkins – Moonlight
2. Eric Heisserer – Příchozí

### Nejlepší původní scénář
1. Kenneth Lonegran – Místo u moře
2. Taylor Sheridan – Za každou cenu

### Nejlepší herec v hlavní roli
1. Casey Affleck – Místo u moře
2. Ethan Hawke – Born to be Blue

### Nejlepší herečka v hlavní roli
1. Rebeca Hall – Christine
2. Natalie Portman – Jackie

### Nejlepší herec ve vedlejší roli
1. Mahershala Ali – Moonlight
2. Jeff Bridges – Za každou cenu

### Nejlepší herečka ve vedlejší roli
1. Viola Davis – Ploty
2. Naomie Harris – Moonlight

### Nejlepší dokument
1. O.J.: Made in America
2. Weiner

### Nejlepší cizojazyčný film
1. Komorná
2. Muž jménem Ove

### Nejlepší animovaný film
1. Kubo a kouzelný meč
2. Buchty a klobásy

### Nejlepší obsazení
1. Everybody Wants Some!!
2. Don't Think Twice

### Nejlepší hlas/zachycení pohybu
1. Alan Tudyk – Rogue One: Star Wars Story
2. Nick Kroll – Buchty a klobásy

### Objev roku
1. Robert Eggers – Čarodějnice

- Sasha Lane – American Honey
- Tika Sumpter – Southside with You
- Parker Sawyers – Southside with You

### Ocenění za originální vizy
1. Humr
2. Buchty a klobásy

### Ocenění Hoosier
1. Night School